# Łukasz Żygadło
Lukasz Zygadlo (Sulechów, 2 agosto 1979) è un pallavolista polacco.
Gioca nel ruolo di palleggiatore nell'Al-Arabi.

## Carriera
Iniziò la sua carriera nelle squadre giovanili della sua nazione, la Polonia, e approdò per la prima volta al massimo campionato nel 1997, nelle file del AZS Czestochowa. Rimase a giocare in patria fino al 2003 (farà un'altra apparizione nella stagione 2007-2008), per poi iniziare la sua carriera all'estero. Partecipò ai massimi campionati di Grecia, Turchia e Russia, prima di approdare all'inizio del campionato 2008-2009 in Italia, nel roaster della Trentino Volley.
Nella sua prima stagione trentina venne utilizzato come palleggiatore di riserva, alle spalle del più esperto Nikola Grbić. La partenza verso Cuneo del serbo lo hanno messo in concorrenza con il nuovo arrivato Raphael de Oliveira, ma l'infortunio patito da quest'ultimo nella parte finale della stagione lo hanno lanciato titolare in campo. Al palleggio seppe guidare la squadra alla vittoria della seconda Champions League consecutiva, vincendo anche il premio di miglior palleggiatore del torneo.
Le sue prime apparizioni con la maglia della nazionale risalgono alla metà degli anni novanta, quando conquistò due medaglie di bronzo consecutive agli europei juniores (1995 e 1996). Il risultato più prestigioso conquistato con la nazionale maggiore risale al 2006, quando la formazione polacca riuscì a conquistare la medaglia d'argento ai mondiali. Grazie a questo successo venne premiato con la medaglia d'oro al merito civile.
Le ottime stagioni disputate in Italia convinsero il CT Daniel Castellani a convocarlo per la World League 2010; lo scarso utilizzo incrinò però presto il rapporto tra i due. Il 6 luglio, con un comunicato stampa, venne sancita la fine dell'esperienza con la Nazionale. Il suo ritorno nelle file della Nazionale avvenne nel luglio 2011, quando alla guida della Polonia venne chiamato Andrea Anastasi; con il CT italiano venne impiegato come titolare, conquistando la medaglia di bronzo alla World League 2011 e agli Europei 2011.
Nelle successive stagioni con Trento conquistò ulteriori successi, tra le quali il suo primo scudetto, la prima Supercoppa italiana della società, la terza Champions League e la terza Coppa del Mondo consecutive. Nel giugno del 2012, poco prima di partire con la spedizione polacca per le Olimpiadi di Londra, comunicò il suo trasferimento in Russia, precisamente al Fakel Novyj Urengoj allenato da Ferdinando De Giorgi e in precedenza allenato dall'ex secondo allenatore della Trentino Volley, l'italiano Sergio Busato.
Nella sua seconda stagione russa si trasferì al Volejbol'nyj klub Zenit-Kazan', generando un cambio di palleggiatore con Valerio Vermiglio, che si accasò al Novyj Urengoj. Un grave infortunio alla caviglia lo costrinse a saltare buona parte della stagione agonistica con il club, mentre recuperò in tempo per rispondere alla chiamata della Nazionale e disputare la prima fase della World League 2014. Il 10 luglio 2014 venne ufficializzato il suo ritorno alla Trentino Volley, con cui vince nuovamente lo scudetto.
Nella stagione 2015-16 passa al Sarmayeh Bank nella Super League iraniana con cui si aggiudica due scudetti e due campionati asiatici per club. Per il campionato 2018-19 ritorna in patria, allo Stocznia Szczecin, in PlusLiga. Il club KPS Stocznia Szczecin è stato sciolto a dicembre 2018 a causa di problemi finanziari. Lukasz non ha concluso la stagione in nessun altro club. Ha firmato un nuovo contratto con il club del Qatar Al Arabi per la stagione 2019-2020.

## Palmarès

### Club
- Campionato polacco: 1

1998-99
- Campionato italiano: 2

2010-11, 2014-15
- Campionato iraniano: 3

2015-16, 2016-17, 2017-18
- Coppa di Polonia: 2

1997-98, 2003-04
- Coppa Italia: 2

2009-10, 2011-12
- Supercoppa italiana: 1

2011
- Campionato mondiale per club: 3

2009, 2010, 2011
- CEV Champions League: 3

2008-09, 2009-10, 2010-11
- AVC Club maschile: 2

2016, 2017

### Nazionale (competizioni minori)
- Campionato europeo under 19 1995
- Campionato europeo under 20 1996
- Memorial Hubert Wagner 2013

### Premi individuali
- 2004 - Coppa di Polonia: Miglior palleggiatore
- 2006 - Campionato turco: Miglior palleggiatore
- 2010 - Champions League: Miglior palleggiatore
- 2012 - Memorial Hubert Wagner: Miglior palleggiatore
- 2017 - Campionato asiatico per club 2017: Miglior palleggiatore

## Beneficenza
Lukasz è molto attivo nel campo della solidarietà e della beneficenza, e da molti anni destina i ricavati delle sue attività alla Iskierka Foundation, un'associazione polacca che sostiene bambini affetti da gravi patologie e le loro famiglie. Ad essa ha donato, con lo scopo di metterla all'asta, la medaglia d'argento conquistata ai mondiali del 2006. Con l'aiuto delle tifoserie della Trentino Volley ha aperto il sito La forza della squadra, nel quale è possibile acquistare all'asta indumenti e strumenti di molti sportivi di fama mondiale. Sempre a Trento, nel dicembre 2009, ha organizzato una lotteria nella quale furono messe in palio le magliette dei giocatori della squadra; il ricavato totale fu di oltre 5000 €.